# Новоборковское
Новоборковское (каз. Новоборки) — упразднённое село в Мендыкаринском районе Костанайской области Казахстана. Ликвидировано в 2009 г. Входило в состав Борковского сельского округа. Код КАТО — 395635105.

## Население
В 1999 году население села составляло 118 человек (53 мужчины и 65 женщин). По данным переписи 2009 года, в селе проживало 37 человек (15 мужчин и 22 женщины).